# コマルカ・デル・グラン・ビルバオ
コマルカ・デル・グラン・ビルバオ（スペイン語: Comarca del Gran Bilbao, バスク語: Bilboaldea）は、スペイン・バスク自治州ビスカヤ県にある7つのコマルカ（郡）のうちのひとつである。ビスカヤ県でもっとも人口が多いコマルカであり、政庁の所在地はビルバオである。

## 地理

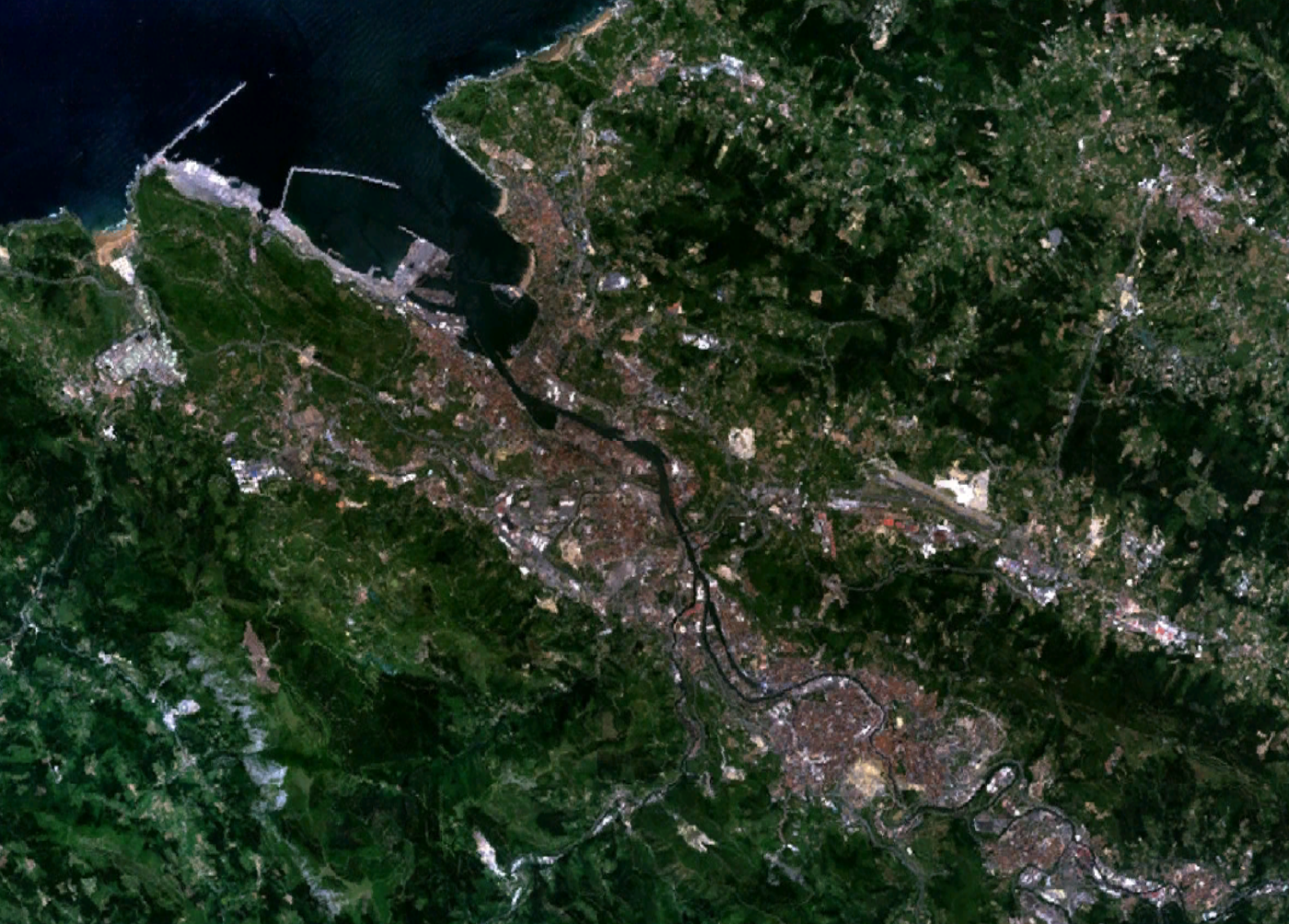
グラン・ビルバオの衛星画像

コマルカ（郡）としてのグラン・ビルバオ（コマルカ・デル・グラン・ビルバオ）はビスカヤ県北西部に位置する。ビルバオ河口に位置する自治体で構成され、全域がビルバオ都市圏に含まれる。西はコマルカ・デル・エンカルテリと、東はコマルカ・デル・ムンヒアルデアやコマルカ・デル・ブストゥリアルデアと、南東はコマルカ・デル・ドゥランガルデアと、南はコマルカ・デル・アラティア＝ネルビオイと接している。北は大西洋のビスケー湾に面している。

### サブセクション
コマルカ・デル・グラン・ビルバオは7つのサブセクションに分割できる。
- ビルバオ市
都市圏のビジネスとサービスの拠点であり、都市圏全体の約40%の人口を持つ。
- ネルビオン川左岸地区
コマルカの北西部にある。古くからの工業地区・港湾地区・製造業地区であり、バラカルド、セスタオ、ポルトゥガレテ、サントゥルツィなどが含まれる。
- ネルビオン川右岸地区
コマルカの北東部にある。居住地区であり、エランディオ、レイオア、富裕層が多く住むゲチョなどが含まれる。
- 鉱業地区
コマルカの北西部にある。主要な鉄鉱石の採掘場がある地区であり、ムスキス、ガジャルタ、オルトゥエジャなどが含まれる。
- チョリエリ
ビルバオ空港やバスク大学などが立地している地区である。
- エゴ・ウリベ
バサウリ、ガルダカオ、アリゴリアガなどが含まれる。
- ウリベ＝コスタ
ゲチョ北部の海浜地区は低層住宅地区として開発され、メトロ・ビルバオでビルバオと結ばれるようになった。近年にビルバオ都市圏に含まれるようになった。

## 構成自治体

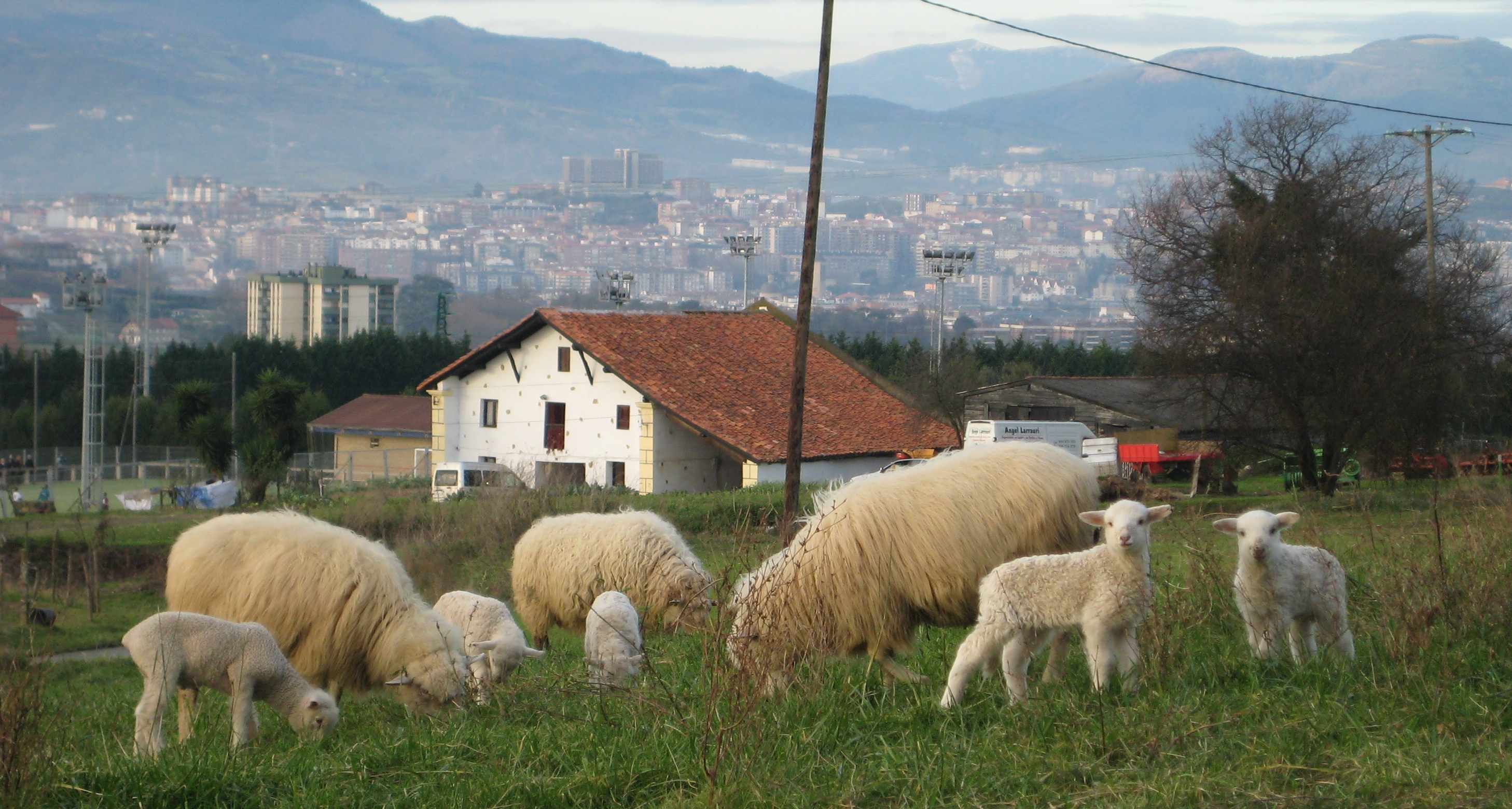
レイオアの農場とサントゥルツィの建物群（奥）

コマルカ・デル・グラン・ビルバオは25の自治体で構成される。
| 旗 | 自治体               | 人口（人） | 面積（km2） |
| -- | -------------------- | ---------- | ----------- |
|    | アバント・シエルベナ | 9,647      | 18.0        |
|    | アロンソテギ         | 2,835      | 16.0        |
|    | アリゴリアガ         | 12,435     | 22.8        |
|    | バラカルド           | 98,460     | 24.3        |
|    | バサウリ             | 42,657     | 7.2         |
|    | ビルバオ             | 354,860    | 41.2        |
|    | デリオ               | 5,307      | 7.4         |
|    | シエルベナ           | 1,382      | 9.1         |
|    | エチェバリ           | 9,171      | 3.3         |
|    | エランディオ         | 24,262     | 18.0        |
|    | ガルダカオ           | 29,226     | 31.7        |
|    | ゲチョ               | 80,770     | 11.9        |
|    | ララベツ             | 1,874      | 21.5        |
|    | レイオア             | 30,079     | 8.5         |
|    | レサマ               | 2,465      | 16.5        |
|    | ロイウ               | 2,290      | 15.3        |
|    | ムスキス             | 7,216      | 21.5        |
|    | オルトゥエジャ       | 8,520      | 7.7         |
|    | ポルトゥガレテ       | 48,105     | 3.2         |
|    | サントゥルツィ       | 46,978     | 6.7         |
|    | セスタオ             | 29,476     | 3.5         |
|    | ソンディカ           | 4,536      | 6.3         |
|    | トラパガラン         | 12,353     | 13.1        |
|    | サムディオ           | 3,203      | 18.1        |
|    | サラタモ             | 1,735      | 10.0        |